# Един не-тъп американски филм
„Един не-тъп американски филм“ (на английски: Not Another Teen Movie) е американски тийнейджърски пародиен филм от 2001 г. на режисьора Джоел Галън, по сценарий на Майкъл Бендър, Адам Джей Епщайн, Андрю Джейкъбсън, Фил Боуман и Бъди Джонсън. Във филма участват Кайлер Ли, Крис Евънс, Джейми Пресли, Ерик Крисчън Олсън, Ерик Юнгман, Мия Киршнър, Дион Ричмънд, Коди МакМейнс, Сам Хънтингтън, Сам Ливайн, Серина Винсент, Рон Лестър, Ранди Куейд, Лейси Чабърт, Райли Смит и Самеър Армстронг.
Пуснат на 14 декември 2001 г. от „Кълъмбия Пикчърс“, филмът е пародия на множество тийнейджърски филми. Докато общият сюжет е базиран на „Тя е върхът“, както и „Отборът“, „10 неща, които мразя у теб“, „Вече не мога да чакам“, и „Красива в розово“, филмът също е изпълнен с алюзии за тийнейджърските и колежанските филми от 1980-те и 1990-те, като „Луди амазонки“, „Американски пай“, „Секс игри“, „Американски прелести“, „Целуни ме“, „Почивният ден на Ферис Бюълър“, „Любовта не се купува“, „Опасна игра“, „Шестнайсет свещи“, „Объркани и непокорни“, „Лукас“, „Руди“, „Клуб „Закуска““, „Брилянтин“ и „Голямото пътуване“.

## Пародии
- „Брилянтин“ (1978)
- „Има ли пилот в самолета?“ (1980)
- „Моят бодигард“ (1980)
- „Бързи времена в Риджмънт“ (1982)
- „При Порки“ (1982)
- „Рискован бизнес“ (1983)
- „Карате кид“ (1984)
- „Шестнайсет свещи“ (1984)
- „По-добре мъртва“ (1985)
- „Клуб „Закуска““ (1985)
- „Почивният ден на Ферис Бюълър“ (1986)
- „Лукас“ (1986)
- „Красива в розово“ (1986)
- „Любовта не се купува“ (1987)
- „Точно в три часа“ (1987)
- „Разрешително за шофиране“ (1988)
- „Голо оръжие“ (1988)
- „Опасно привличане“ (1989)
- „Объркани и непокорни“ (1993)
- „Руди“ (1993)
- „Баровки“ (1995)
- „Вече не мога да чакам“ (1998)
- „Факултетът“ (1998)
- „Плезънтвил“ (1998)
- „10 неща, които мразя у теб“ (1999)
- „Американски прелести“ (1999)
- „Американски пай“ (1999)
- „Секс игри“ (1999)
- „Време за рок“ (1999)
- „Дюс Бигалоу: Мъжкото жиголо“ (1999)
- „Убийствени мадами“ (1999)
- „Съперници“ (1999)
- „Опасна игра“ (1999)
- „Целуни ме“ (1999)
- „Тя е върхът“ (1999)
- „Отборът“ (1999)
- „Почти известни“ (2000)
- „Луди амазонки“ (2000)
- „Пич, къде ми е колата?“ (2000)
- „Голямото пътуване“ (2000)
- „Неуязвимият“ (2001)
- „Запази последния танц“ (2001)
- „Лятна свалка“ (2001)